# Hasselfelde
Hasselfelde est une ville située dans le district de Harz, en Saxe-Anhalt (Allemagne). Elle est localisée dans la partie orientale du Harz, à 17 km environ de Wernigerode. Depuis le 1er janvier 2010, Hasselfelde fait partie de la ville Oberharz am Brocken ; Hasselfelde compte 2 390 habitants à cette date.

## Personnalités liées à la ville
- Hermann Blumenau y est né en 1819.